# Sebestyén
A Sebestyén a latin Sebastianus név rövidülésének magyaros alakja, jelentése Szebaszte (latinosan: Sebastia) városából való. A város eredeti neve Szamaria volt, amit Augustus római császár tiszteletére változtattak meg, a görög eredetű Szebaszte városnév jelentése ugyanis, akárcsak a császár nevéé: magasztos, fennkölt.

## Rokon nevek
- Szebasztián:[1] a Sebestyénnek a latin eredetihez közel álló alakja.[3]
- Sebes:[1] a Sebestyén régi magyar beceneve.[2]
- Sebő:[1] a Sebestyén régi magyar beceneve.[2]
- Sebők:[1] a Sebestyén régi magyar beceneve.[2]

## Gyakorisága
Az 1990-es években a Sebestyén és a Szebasztián igen ritka, a Sebes, Sebő és Sebők szórványos név, a 2000-es években a Szebasztián a 69-95. leggyakoribb férfinév, a Sebestyén, Sebes, Sebő és Sebők nem szerepel az első százban.

## Névnapok
Sebestyén, Szebasztián
- január 20.[2]

Sebes
- február 3.
- június 7.

Sebő
- január 20.
- április 12.
- április 24.
- augusztus 29.
- szeptember 19.
- december 5.
- december 30.

Sebők
- január 20.
- december 30.

## Híres Sebestyének, Szebasztiánok, Sebesek, Sebők, Sebőkök
- Sebestyén portugál király
- Szent Sebestyén
- Tinódi Lantos Sebestyén

### Sebastian
- Johann Sebastian Bach barokk zeneszerző
- Sebastian Bach metál énekes
- Sebastian Vettel F1-es világbajnok autóversenyző

### Sebastiano
- Sebastiano del Piombo reneszánsz festő

### Vezetéknév
- Sebestyén Ernő (de)
- Sebestyén Balázs

## Külső hivatkozások
- Sebestyén a helységnevekben[halott link]